# 聖引那秀市

聖引那秀市是巴拉圭的一個城市，以人口計為米西奧內斯省第一大城市，人口约24,003（2002年）。